# Poul Borum
Poul Villiam Borum (15 d'octubre de 1934 – 10 de maig de 1996) fou un escriptor, poeta i crític danès. Fou l'editor de la influent revista literària Hvedekorn des de 1968 fins a la seva mort el 1996. També fou un dels iniciadors de l'escola d'escriptors danesa (Forfatterskolen) el 1987, que també va dirigir Borum va estar casat amb la poetessa Inger Christensen durant 17 anys i va tenir un fill amb ella.